# Херман III фон Хелфенщайн
Херман III фон Хелфенщайн (на немски: Hermann III von Helfenstein, Herr zu Spurkenburg & Arenberg; † между 27 февруари 1354 и 15 ноември 1357) е благородник от швабския род Хелфенщайн, .
Той е син на Хайнрих I фон Хелфенщайн, господар на Шпуркенбург († 1312/1313) и съпругата му Мехтилд фон Браунсберг († 1319), дъщеря на Йохан I фон Изенбург-Браунсберг († 1327) и Агнес фон Изенбург-Гренцау († 1316). Внук е на Херман I фон Хелфенщайн († ок. 1294) и Елиза фон Рененберг († сл. 1290).
Брат е на Йохан II († 1367), Вилхелм, приор в „Св. Кастор“ в Кобленц, Конрад, каноник в „Св. Флорин“ в Кобленц, и Лудвиг, каноник в „Св. Флорин“ и „Св. Кастор“ в Кобленц.

## Фамилия
Херман III фон Хелфенщай се жени за фон Изенбург († 13 февруари 1329), дъщеря на Герлах II фон Изенбург-Аренфелс († 1371) и Елизабет (Лиза) фон Браунсхорн († 1339), дъщеря на Йохан II фон Браунсхорн-Байлщайн († 1347) и Елизабет фон Долендорф († 1339). Те имат една дъщеря:
- Лиза, омъжена за Едмунд фон Милен

Херман III фон Хелфенщайн се жени втори път пр. 22 ноември 1332 г. за Аделхайд фон Браунсхорн († сл. 5 декември 1360), дъщеря на Йохан II фон Браунсхорн († 1347) и Елизабет фон Долендорф († 1339), дъщеря на Герлах II фон Долендорф-Кроненбург († 1310) и графиня Аделхайд фон Куик-Арнсберг († сл. 1281). Те имат три сина:
- Хайнрих II фон Хелфенщайн-Шпуркенбург († сл. 1406), женен за Маргарета фон Бопард († сл. 1357), дъщеря на Филип фон Бопард († сл. 1364) и Неза фон Валдек († сл. 1351); имат син:
  - Йохан III фон Хелфенщайн-Шпуркенбург († 1424), гранд маршал на Трир, женен за Анна Валдбот/Валподе
- Херман IV
- Вилхелм, в свещен орден